# Коста Перовић
Коста Перовић (Осијек, 19. фебруар 1985) је бивши српски кошаркаш. Играо је на позицији центра.
Био је члан репрезентације Србије која је освојила сребрну медаљу на Европском првенству 2009. у Пољској.
У клупској каријери је највеће успехе забележио у дресу Партизана са којим је 5 пута освајао државно првенство. Једну сезону је провео и у НБА лиги у дресу Голден Стејт вориорса.
Током каријере је играо још и у Шпанији за Валенсију, Барселону, Уникаху и у Русији за Јенисеј.

## Клупска каријера

### Ране године
Перовић је каријеру започео у клубу Преле баскет. Наставио ју је у млађим категоријама Беопетрола, где је, као 16-годишњак стигао и до првог тима, за који је играо у „Б“ лиги у сезони 2001/02. Био је МВП кадетског државног првенства док је наступао за Беопетрол.

### Партизан
У лето 2002. потписао је за Партизан. Са Партизаном је освојио пет титула државног првака (од 2003. до 2007.) Такође је освојио и Јадранску лигу у сезони 2006/07.

### Америка
На НБА драфту 2006. је изабран од Голден Стејт Вориорса као 38. пик. Међутим, после само једне припремне утакмице Голден Стејта против литванског Жалгириса, када је остварио учинак од два поена, тренер Дон Нелсон је најавио да ће га послати у Развојну лигу у тим Бејкерсфилд џем, филијалу Голден Стејта. Перовић је потписао за Бејкерсфилд Џем 18. новембра 2007.
Вориорси су вратили Перовића 6. јануара 2008. пошто су отпустили другог центра Диџеја Мбенгу. Своју прву утакмицу у НБА Перовић је одиграо 19. јануара 2008. против Милвоки бакса када је постигао 4 поена за 6 минута. Међутим, поново је враћен у Бејкерсфилд, али након молбе центра Патрика О'Брајена да он буде у Бејкерсфилду док не нађе нови тим, Перовић је враћен у Вориорсе. Са Вориорсима је одиграо укупно 7 утакмица на којима је бележио 1,4 поена и 1,9 скокова по мечу. Отпуштен је 12. септембра 2008.

### Шпанија
Након што је раскинуо уговор са Вориорсима , Перовић се вратио у Европу и потписао трогодишњи уговор са шпанском Валенсијом. У сезони 2009/10. је са Валенсијом освојио Еврокуп, а са учинком од 10,8 поена, четири скока и 0,7 асистенција по утакмици био је један од најбољих играча свог тима.
Након две сезоне у Валенсији у јуну 2010. Перовић мења средину и одлази у Барселону. Са Барселоном у наредне две сезоне осваја по два пута АЦБ лигу и Суперкуп Шпаније и један Куп Краља.
За сезону 2012/13. се преселио у Уникаху из Малаге.

### Русија
У јулу 2013. потписао је уговор са руским Јенисејом који тренира Стеван Караџић. Након добре сезоне у којој је на 20 мечева у ВТБ лиги бележио просечно 8,3 поена уз 4,2 скока и индекс корисности од 9,7, продужио је уговор са Јенисејом на још једну сезону. У децембру 2014. на утакмици ВТБ лиге доживео је тешку повреду због које је пропустио остатак сезоне.

### Повратак у Партизан
Перовић се 29. септембра 2015. вратио у Партизан. Због проблема са повредама објавио је да завршава каријеру 15. децембра 2015. године. За црно-беле је у последњој сезони одиграо 13 утакмица у Јадранској лиги на којима је бележио просечно 3,1 поена и 2,1 скок по мечу.

## Репрезентација
Као капитен кадетске репрезентације Југославије освојио је титулу првака Европе у Литванији 2001.
За сениорску репрезентацију Србије и Црне Горе дебитовао је на Европском првенству 2003. у Шведској, а играо је 2006. је на Светском првенству у Јапану.
Перовић је био на ширем списку кандидата за Европско првенство 2007, али је одбио позив због жеље да се припреми за каријеру у НБА лиги.
Са репрезентацијом Србије је освојио сребрну медаљу на Европском првенству 2009. у Пољској. Такође је био члан тима и на Светском првенству 2010. (освојено 4. место) и на Европском првенству 2011. (освојено 8. место).

## Успеси

### Клупски
- Партизан:
  - Првенство СРЈ (1): 2002/03.
  - Првенство СЦГ (3): 2003/04, 2004/05, 2005/06.
  - Првенство Србије (1): 2006/07.
  - Јадранска лига (1): 2006/07.
- Валенсија:
  - Еврокуп (1): 2009/10.
- Барселона:
  - Првенство Шпаније (2): 2010/11, 2011/12.
  - Куп Шпаније (1): 2011.
  - Суперкуп Шпаније (2): 2010, 2011.

### Репрезентативни
- Европско првенство до 16 година:  2001.
- Европско првенство:  2009.

## Статистика
Напомена: Евролига није једино такмичење у којем је играч учествовао, играо је и у домаћим такмичењима

### Евролига
| Сезона   | Екипа     | ОУ  | СУ | МПУ  | ПШ%  | 3П%  | СБ%  | СПУ | АПУ | УПУ | БПУ | ППУ  | ИПУ  |
| -------- | --------- | --- | -- | ---- | ---- | ---- | ---- | --- | --- | --- | --- | ---- | ---- |
| 2002/03. | Партизан  | 12  | 2  | 13.2 | .444 | .000 | .786 | 3.3 | .5  | .3  | .9  | 4.5  | 1.2  |
| 2003/04. | Партизан  | 9   | 2  | 22.0 | .491 | .000 | .533 | 4.0 | 1.0 | .4  | .7  | 6.9  | 6.2  |
| 2004/05. | Партизан  | 12  | 9  | 25.9 | .432 | .000 | .623 | 4.7 | .9  | 1.3 | .9  | 9.1  | 9.0  |
| 2005/06. | Партизан  | 13  | 13 | 26.3 | .505 | .000 | .672 | 4.4 | .4  | 1.8 | .6  | 10.4 | 11.2 |
| 2006/07. | Партизан  | 20  | 16 | 26.3 | .500 | .000 | .718 | 6.3 | 1.4 | 1.2 | 1.1 | 10.8 | 15.2 |
| 2010/11. | Барселона | 17  | 8  | 12.4 | .610 | .000 | .694 | 3.0 | .3  | .4  | .5  | 5.7  | 6.8  |
| 2011/12. | Барселона | 20  | 11 | 13.2 | .531 | .000 | .786 | 3.3 | .5  | .3  | .9  | 4.5  | 6.6  |
| 2012/13. | Малага    | 21  | 2  | 9.3  | .439 | .000 | .731 | 2.2 | .2  | .2  | .2  | 3.3  | 4.6  |
| Каријера | Каријера  | 124 | 63 | 17.5 | .495 | .000 | .683 | 3.7 | .6  | .7  | .7  | 6.5  | 7.8  |

### НБА
| Сезона   | Екипа                 | ОУ | СУ | МПУ | ПШ%  | 3П%  | СБ%  | СПУ | АПУ | УПУ | БПУ | ППУ |
| -------- | --------------------- | -- | -- | --- | ---- | ---- | ---- | --- | --- | --- | --- | --- |
| 2007/08. | Голден Стејт вориорси | 7  | 0  | 5.4 | .300 | .000 | .667 | 1.9 | .1  | .0  | .3  | 1.4 |
| Каријера | Каријера              | 7  | 0  | 5.4 | .300 | .000 | .667 | 1.9 | .1  | .0  | .3  | 1.4 |